# فریدون نوین فرح بخش
فریدون نوین فرح بخش(۱۳۰۹-۱۳۹۱)حرفه تمبر را ابتدا در مؤسسه نوین فرح بخش همراه با پدرش، حاج حسین نوین فرح بخش شروع کرد.
در سال ۱۳۳۲ در حین تحصیل در دانشگاه تهران در مغازه کوچکی در خیابان استانبول تهران مشغول به فعالیت در زمینه تمبر شد و این فعالیت را از سال ۱۳۴۷ در محل کنونی فروشگاه ادامه داد.
در سال۱۳۳۹ زمانی که وی به اتفاق دکتر محمد دادخواه از نمایشگاه بین‌المللی تمبر در انگلستان (لندن) دیدن می‌کرد، آرمان اینکه بتواند نام ایران را در زمینه تمبر در نمایشگاه‌های جهانی پر آوازه تر نماید، در فکر پروراند.
۲ سال بعد، از سال ۱۳۴۱ اقدام به انتشار راهنمای سالیانه تمبر ایران و چاپ و توزیع آلبوم تمبرهای ایران و کوشش فراوان جهت شناساندن تمبر ایران در نمایشگاه‌های بین‌المللی نمود.

## سمت و مسئولیت
فریدون نوین فرح بخش از طرف اداره پست ایران به عنوان نماینده و کمیسر به فدراسیون بین‌المللی تمبر معرفی شده بود و این مسئولیت را تا پایان عمر داشت.
وی همچنین مؤسس و بنیانگذار انجمن تمبر ایران می‌باشد که به عنوان «پدر تمبر ایران» نیز معروف شد.
امروزه فرزند ارشد وی مسعود فرحبخش مسئولیت مؤسسه تمبر نوین فرحبخش را به عهده دارد و صاحب امتیاز نشریات و کتاب‌های او می‌باشد.

## آثار
فرح بخش در طول ۶۰ سال فعالیت مستمر، نشریات و کتب متعددی در زمینه تاریخچه تمبرهای ایرانی، مهرهای پستی، کارت پستال‌های رسمی و اسکناس‌های ایران منتشر نمودند.
از برجسته‌ترین آثار او به‌طور خلاصه می‌توان به موارد زیر اشاره نمود:
- انتشار نخستین مجله اختصاصی تمبر در ایران
- اولین کاتالوگ رسمی تمبر ایران در سال ۱۳۴۰
- کتاب تمبرهای اولیه ایران
- راهنمای تمبرهای ایران
- راهنمای اسکناس‌های ایران
- دو کتاب راهنمای تمبر و اسکناس‌های ایران هرسال اسفند ماه توسط بازماندگان وی و مدیر موسسه نوین فرحبخش محمود باقری اصلاح قیمت، ویرایش مجدد و تجدید چاپ می‌شوند که مهم‌ترین و تنها منبع و مرجع قیمت گذاری تمبر و اسکناس در کشور می‌باشد.[۳][۴]

## جوایز و مدال‌ها
نتیجه یک عمر عشق به ایران، شناساندن تمبرهای این سرزمین و کسب ۸۶ مدال رنگارنگ (۳۰ عدد مدال طلا) از کشورهای مختلف جهان بوده‌است.
در نتیجه صبر و تلاش قابل تحسین بالاخره در سال ۱۳۵۶ موفق به دریافت اولین مدال طلا از نمایشگاه بین‌المللی هندوستان بابت تمبرهای ایران شد و به دنبال آن با شرکت در ۸۳ نمایشگاه که مهم‌ترین نمایشگاه‌های تمبر دنیا محسوب می‌شوند موفق به کسب جوایز و مدال‌های متعدد گردید، دراین نمایشگاه‌ها یا طلا گرفت یا ورمر (فلزی با ارزش تر از نقره) و از جمله این جوایز ارزشمند:
- جایزه مخصوص از نمایشگاه دهلی در سال ۱۳۵۹
- کسب اولین جایزه بزرگ بین‌المللی در نمایشگاه ۱۳۶۲ ریودوژانیرو برزیل. این جایزه فقط به یک نفر تعلق می‌گیرد.
- کسب اولین مدل طلا در نمایشگاه بین‌المللی بلغارستان ۱۹۷۹
- برنده مدل طلا در نمایشگاه دهلی نو ۱۹۸۰
- دریافت جایزه نمایشگاه گلدن پریکس سوئیس در سال ۱۹۸۳، این جایزه به کسانی که درجه A داشته باشند اعطا می‌شود.
- دریافت مدال طلا در نمایشگاه چین در سال ۲۰۱۱
- مجموعه‌ای از مدال‌های دریافتی وی در موزه آستان قدس رضوی نگهداری می‌شود.

## مجموعه کلکسیون
در طول زندگی خود با زحمت و تلاش فراوان موفق به جمع‌آوری پنج مجموعه بسیار نفیس کمیاب و گرانبها گردید که منحصر به فرد می‌باشد.
بسیاری از این مجموعه‌ها پراکنده و بعضاً از ایران خارج شده و در کشورهای دیگر بودند که وی با صرف هزینه و وقت بسیار و شرکت در حراجی‌ها و مزایدات گوناگون، این مجموعه‌ها را که بی‌نهایت کمیاب و ارزشمند بودند به داخل کشور بازگرداند. گفتنی ست که تمبرها و پاکات مربوط به دوره قاجار فوق‌العاده در جهان محبوب و گرانبها می‌باشند. قیمت یک قطعه از این تمبرها تا ۸۰ میلیون تومان ارزش دارد.
- اولین مجموعه که بزرگ‌ترین و اصلی‌ترین مجموعه است به تمبرهای شیر و خورشید اولیه مربوط است که شامل تمامی تمبرهای اول ایران است. روی این تمبرها نشان شیر و خورشید منقوش است.
- دومین مجموعه پاکت‌های پستی دوران قاجار و مهرهای پستی برای ابطال است. از آنجا که هر ولایت و بخشی برای خود مهر ابطال مخصوص داشت، لذا مجموعه زیبایی از آن به دست آمده است.
- سومین مجموعه‌اش مجموعه‌ای از سرویس پست هوایی است که مخلوطی است از اواخر دوره قاجار و دوره رضاشاه.
- چهارمین مجموعه فرح‌بخش شامل کارت پستال‌ها و پاکت‌ های رسمی است که روی پاکت تمبر چاپ شده.
- پنجمین مجموعه پاکت‌های سانسور شده از طریق کشورهای متخاصم یا دولت مرکزی است؛ مثل عثمانی و انگلستان. دولت‌ها محتویات نامه‌ها را می‌خواندند و از نظر امنیتی بررسی می‌کردند که در صورت وجود مشکل آن را سانسور می‌کردند یا به دست صاحب آن نمی‌رساندند.[۵]

## درگذشت
فریدون نوین فرح بخش (پدر تمبر ایران) یکم بهمن ۱۳۹۱ به علت بیماری کلیوی در بیمارستان تهران کلینیک دیده از جهان فروبست.